# Илимка
Илимка — историческое название больших дощатых парусно-гребных лодок, типичных для судоходства коренного населения сибирских рек, таких как Енисей, Обь и Ангара.
Происхождение названия связывают с илимским волоком, как главным местом постройки. Конструкционным отличием лодок этого типа являлось наличие скрытого помещения для людей и товаров. Кроме этого лодки этого типа выделялись срезанной кормой и острым, приподнятым вверх носом. Они оснащались мачтой, рулём из углового дерева с плахой, вставленной в расщеп, и двумя сильными гребнями. От мачты проводился конец, с помощью которого можно было вести илимку против течения. В центре корпуса располагался остов из сырых веток, покрытый берестой, который служил и складским, и жилым помещением. Грузоподъёмность илимок достигала 3 — 4 тонн.